# Sovetskaïa Gavan
Sovetskaïa Gavan (en russe : Советская Гавань, littéralement « Port soviétique ») est une ville portuaire du krai de Khabarovsk, dans l'extrême-Orient russe. Sa population s'élevait à 22 942 habitants en 2022.

## Géographie
Sovetskaïa Gavan est située sur le détroit de Tartarie, au nord de la mer du Japon. C'est le terminus oriental de la voie ferrée Baïkal Amour Magistral. Elle se trouve à 297 km au sud-est de Komsomolsk-sur-l'Amour, à 386 km à l'est-nord-est de Khabarovsk et à 6 360 km à l'est-sud-est de Moscou.

### Climat
| Mois                                        | jan.       | fév.       | mars       | avril      | mai       | juin      | jui.      | août      | sep.      | oct.       | nov.       | déc.       | année      |
| ------------------------------------------- | ---------- | ---------- | ---------- | ---------- | --------- | --------- | --------- | --------- | --------- | ---------- | ---------- | ---------- | ---------- |
| Température minimale moyenne (°C)           | −19,5      | −18,8      | −11,4      | −2,9       | 2,3       | 7,1       | 11,6      | 13,4      | 8,9       | 1,8        | −8,1       | −16,8      | −2,7       |
| Température moyenne (°C)                    | −14,8      | −13,2      | −6,2       | 0,9        | 6,4       | 11,1      | 15,1      | 17        | 13,3      | 6          | −4,1       | −12,7      | 1,6        |
| Température maximale moyenne (°C)           | −9,7       | −7,1       | −0,7       | 6,1        | 12,5      | 17,3      | 20,5      | 22,1      | 18,9      | 11,4       | 0,5        | −8,1       | 7          |
| Record de froid (°C) date du record         | −38,7 1933 | −38,6 1931 | −33,1 1913 | −26,4 1914 | −9,5 1931 | −3 1931   | −0,4 1995 | 1,9 1913  | −1,7 2001 | −14,7 1950 | −31,3 1928 | −38,4 1937 | −38,7 1933 |
| Record de chaleur (°C) date du record       | 2,6 2009   | 9,8 1998   | 15,3 1983  | 25,1 2008  | 31,8 1998 | 35,1 1988 | 35,1 2021 | 35,8 1950 | 30,2 2010 | 27,1 1987  | 16,5 1939  | 9,4 1953   | 35,8 1950  |
| Précipitations (mm)                         | 28         | 28         | 51         | 55         | 68        | 73        | 83        | 102       | 104       | 92         | 49         | 41         | 774        |
| Record de pluie en 24 h (mm) date du record | 57 2002    | 57 2015    | 78 1947    | 50 1994    | 80 1972   | 116 1964  | 137 1988  | 169 1981  | 184 2018  | 112 1982   | 97 1950    | 68 1946    | 184 2018   |
| Nombre de jours avec précipitations         | 6,8        | 7          | 9,6        | 10,3       | 13,2      | 12,9      | 13,4      | 14,7      | 13,1      | 9,2        | 6,1        | 6,6        | 122,9      |

| Diagramme climatique                                  |             |             |           |           |           |            |             |            |           |           |             |
| J                                                     | F           | M           | A         | M         | J         | J          | A           | S          | O         | N         | D           |
| −9,7−19,528                                           | −7,1−18,828 | −0,7−11,451 | 6,1−2,955 | 12,52,368 | 17,37,173 | 20,511,683 | 22,113,4102 | 18,98,9104 | 11,41,892 | 0,5−8,149 | −8,1−16,841 |
| Moyennes : • Temp. maxi et mini °C • Précipitation mm |             |             |           |           |           |            |             |            |           |           |             |

## Histoire
Le 23 mai 1853, le lieutenant russe Nikolai Bochniak atteint le bord du détroit Tartarie et sur une falaise dresse une croix avec l'inscription « le golfe de l'Empereur Nicolas, découvert et décrit par le lieutenant Bochniak et ses compagnons, les cosaques Simeon Parfentiev, Kir Belokhvostov et le paysan Ivan Moïsseïev ».
La même année, le 4 août, Guennadi Nevelskoï y fonde le poste militaire nommé Konstantinovski en l'honneur de Constantin, frère du tsar. En 1921, après la révolution bolchévique, la localité change son nom en Sovetskaïa Gavan et, en 1941, elle reçoit le statut de ville.

## Population
Recensements (*) ou estimations de la population:
| 1939*  | 1959*  | 1970*  | 1979*  | 1989*  | 2002*  |
| ------ | ------ | ------ | ------ | ------ | ------ |
| 11 853 | 37 414 | 28 455 | 28 992 | 34 915 | 30 480 |

| 2010*  | 2013   | 2014   | 2015   | 2016   | 2017   |
| ------ | ------ | ------ | ------ | ------ | ------ |
| 27 712 | 26 642 | 26 174 | 25 763 | 25 147 | 24 671 |

| 2022   | - | - | - | - | - |
| ------ | - | - | - | - | - |
| 22 942 | - | - | - | - | - |

## Économie
La ville compte plusieurs entreprises de traitement du poisson, du bois et des chantiers navals. C'est également un port de commerce.

## Personnalités
- Anatoli Komaritsyne (1946), amiral